# Grafenwerth

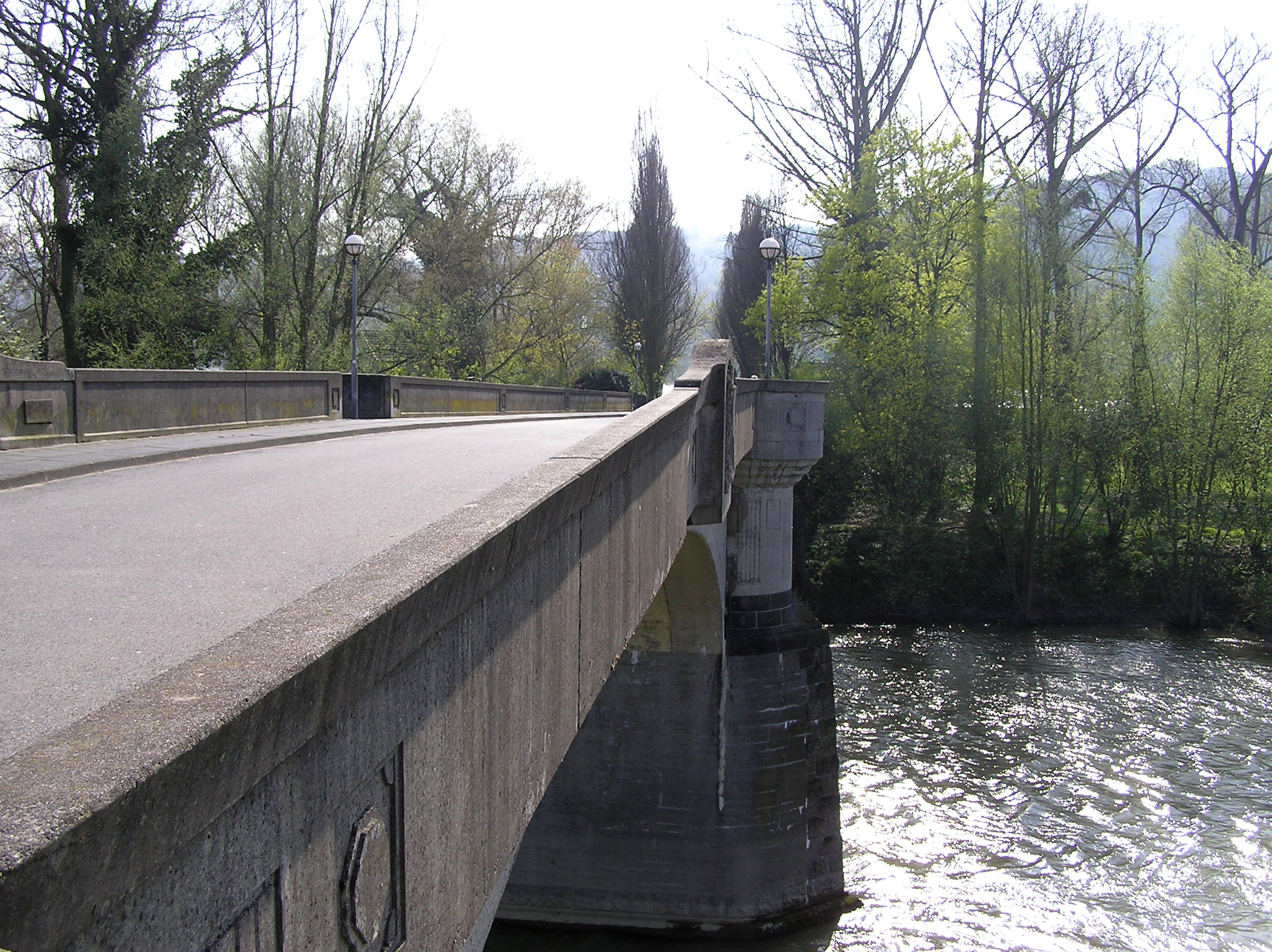
Die Nordbrücke zur Insel (Grafenwerther Brücke)

Grafenwerth (früher auch das Grafenwerth) ist eine Insel im Rhein in Bad Honnef (Stromkilometer 642). Sie liegt gegenüber der Insel Nonnenwerth in der Honnefer Talweitung des Mittelrheins. Geologisch gehört sie zur Jüngeren Niederterrasse des Rheins, deren Ablagerungen im Wesentlichen aus Kies und Sand bestehen. Ein Großteil der Insel ist Bestandteil eines 15 Hektar großen Parkes.

## Topographie
Zwei Brücken, die Grafenwerther Brücke (1912) im Norden und die Berck-Sur-Mer-Brücke (1976) im Süden sowie zwei Trenndämme bzw. Buhnen in der Inselmitte und an ihrem Südende, führen über den die Insel vom Festland trennenden Altarm. Der südliche Damm reicht bis an die Lohfelder Fähre heran. Ab einem gewissen Wasserstand werden die Dämme überflutet. Im Nordwesten der Insel ankern mehrere Schiffsanleger, außerdem besteht dort ein Restaurant aus dem Jahre 1950 mit Biergarten. Auf weiten Teilen der Insel bietet sich ein guter Blick auf das Siebengebirge und insbesondere den Drachenfels.

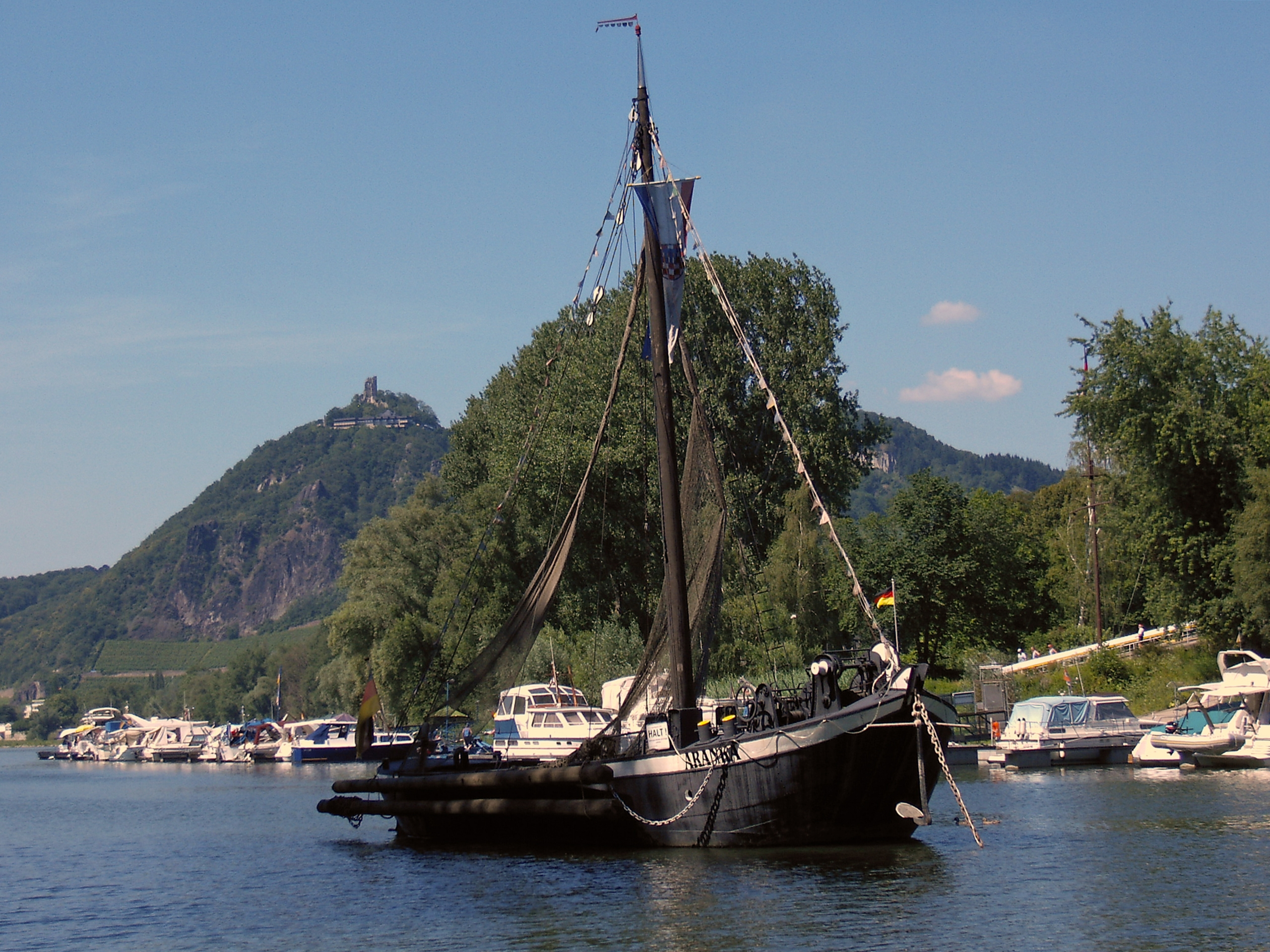
Der „Aalschokker Aranka“ vor der Insel mit Blick zum Drachenfels

Vor der Grafenwerther Brücke im Norden ankert neben einem Yachthafen auf der Honnefer Uferseite mitten im Altarm der 1917 gebaute „Aalschokker Aranka“, einer der letzten Aalschokker auf dem Rhein. Er war bis 1990 im Einsatz und steht unter Denkmalschutz. 1989 wurde das Schiff von der Nordrhein-Westfalen-Stiftung gekauft und restauriert. Der Aalschokker bildet mit dem östlich liegenden Yachthafen und dem Drachenfels im Hintergrund ein beliebtes Fotomotiv und ein Wahrzeichen von Bad Honnef.

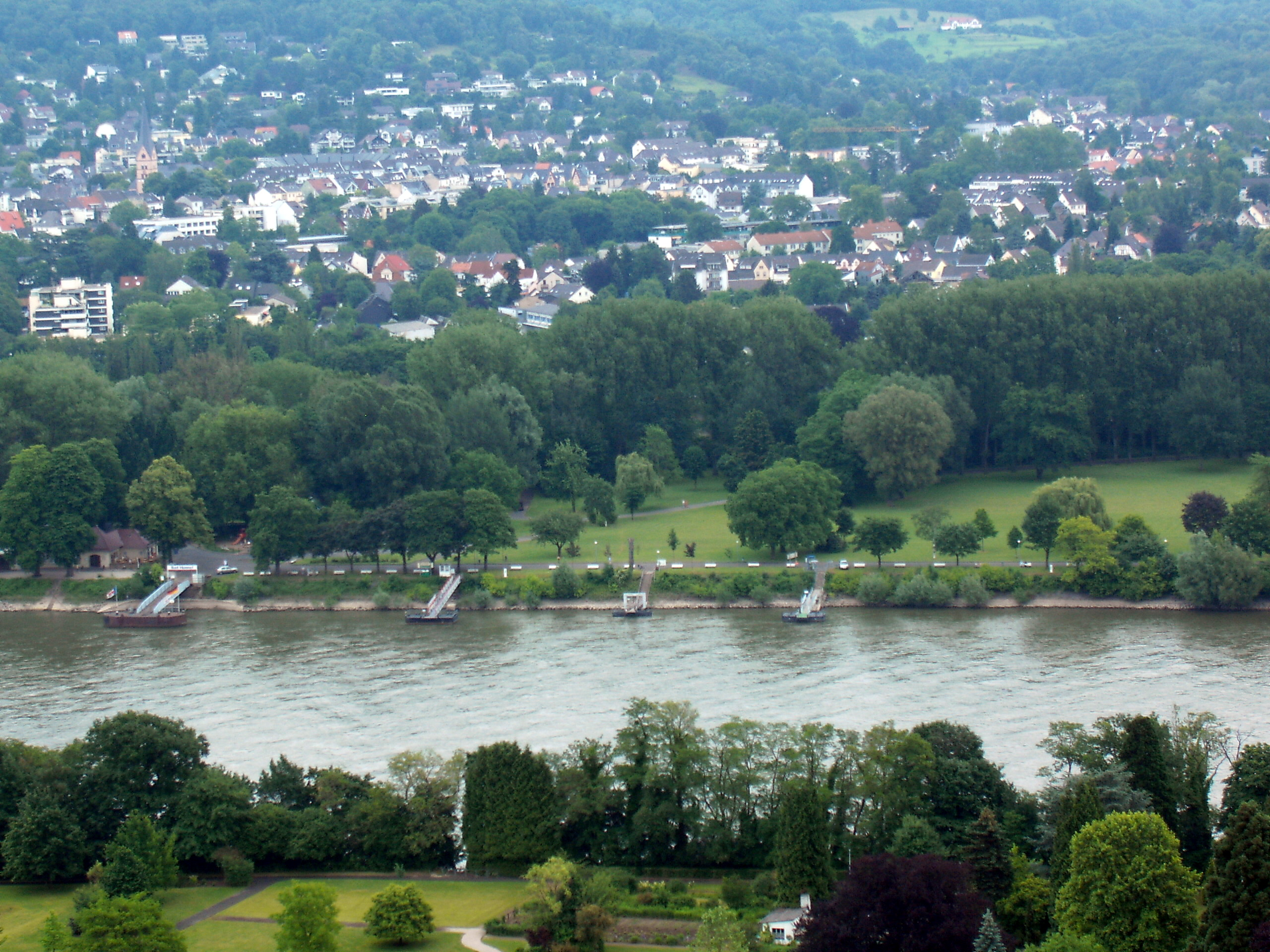
Grafenwerth vom Rolandsbogen aus gesehen

Auf dem südlichen Teil der Insel erstreckt sich das Gelände des Freibads von Bad Honnef, das direkt über die Berck-sur-Mer-Brücke erreichbar ist. Unmittelbar südlich befindet sich eine Tennisplatzanlage aus dem Jahr 1954.

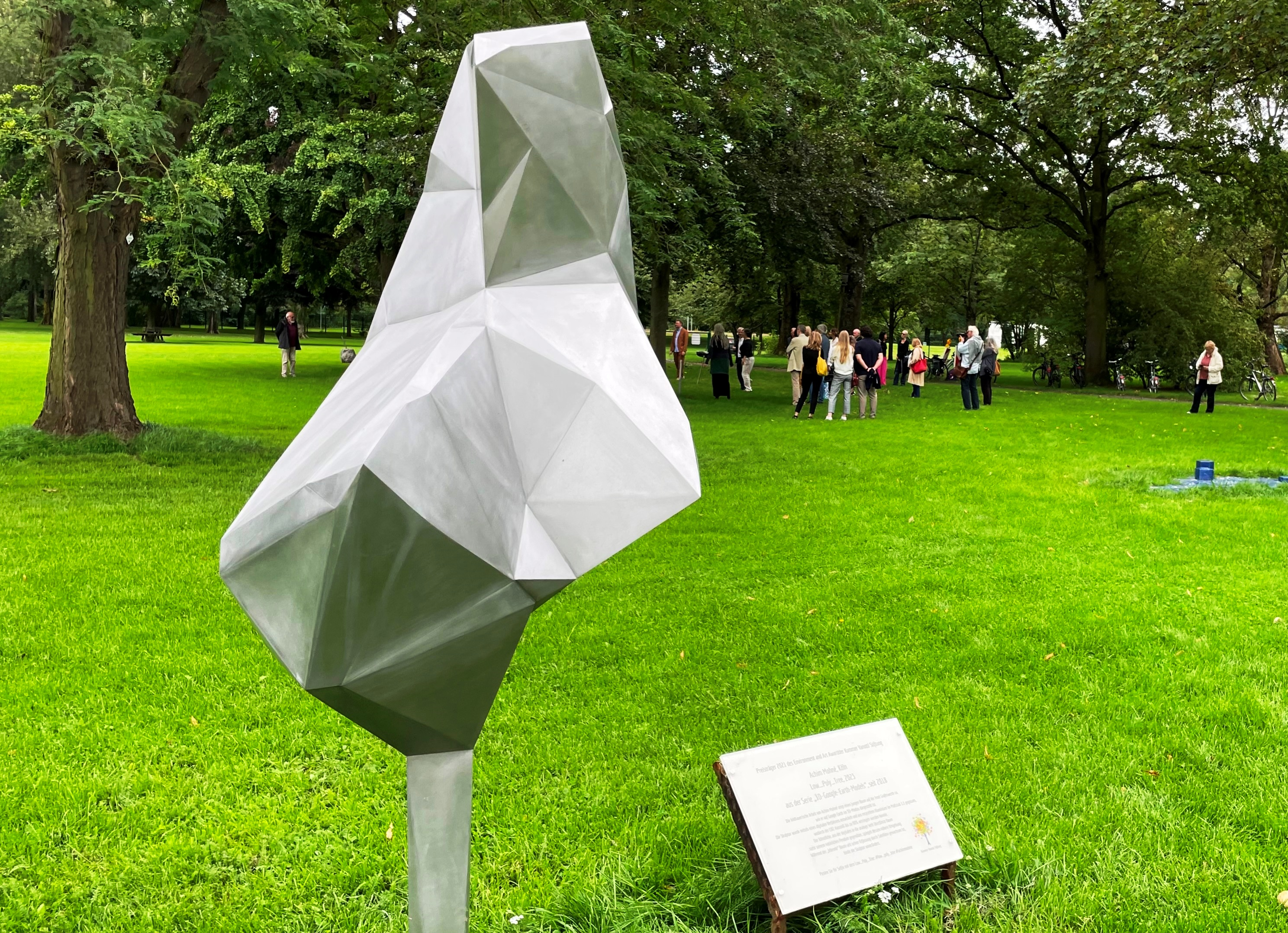
Der Umweltskulpturenpark wächst stetig

## Geschichte
Grafenwerth gehörte zum Stiftungsgut der 1341 von Heinrich von Löwenburg gestifteten Sakramentskapelle Domus Dei (1689 abgebrannt) am Göttchesplatz in der Honschaft Bondorf. Ab 1566 war die Insel im Besitz des bergischen Herzogs.

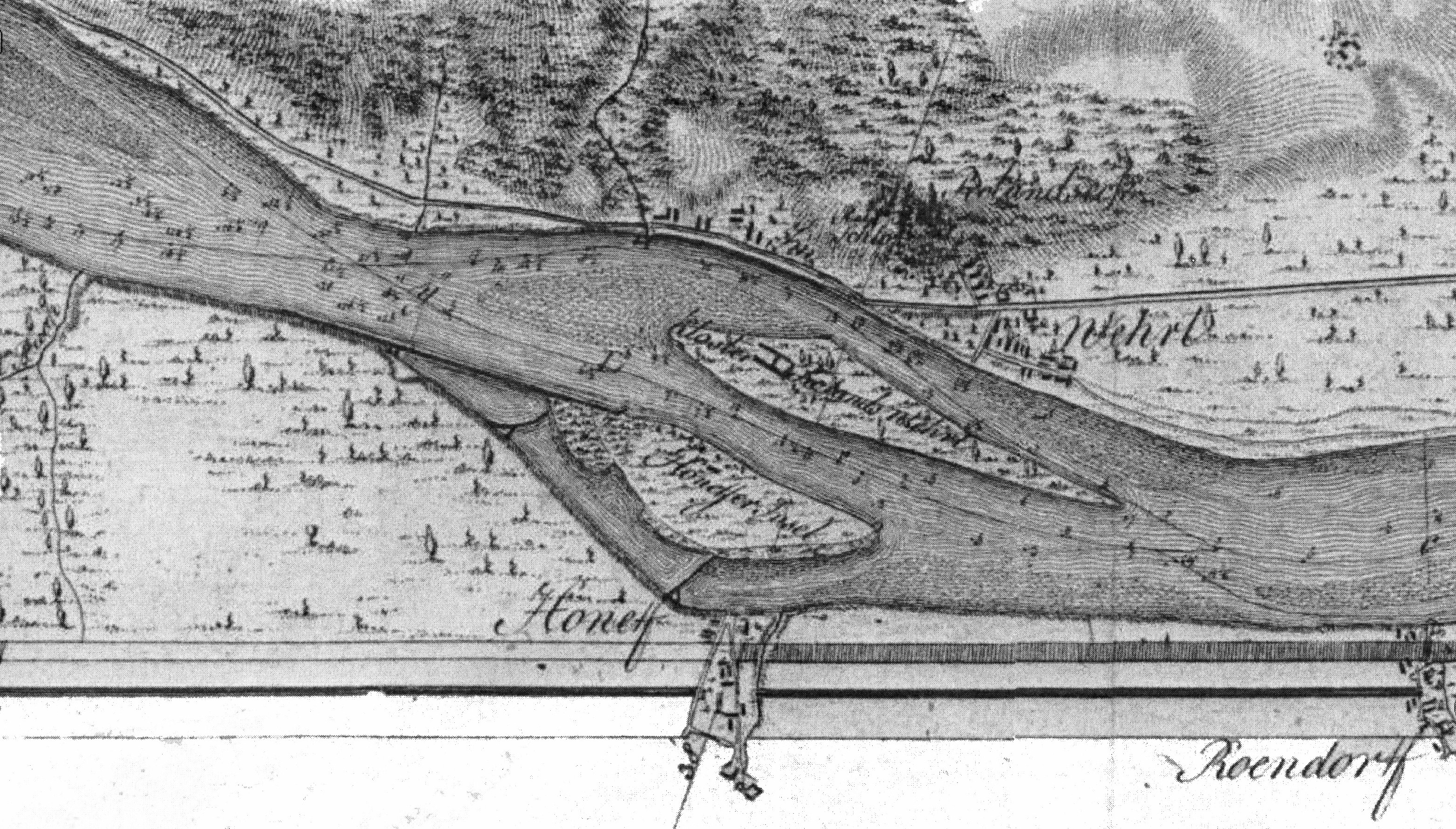
Inseln Grafenwerth und Nonnenwerth (1796)

1790 wurde (nach Vorarbeiten ab 1788) damit begonnen, den östlich der Insel liegenden Rheinarm an der Südspitze der Insel vom mittleren Strom abzutrennen und ihn dadurch zum Altarm zu machen. Grund dafür war die zunehmende Vertiefung und Verbreiterung des östlichen Arms auf Kosten des mittleren, was zu starken Abbrüchen am Honnefer Ufer geführt hatte. Durch den mittleren Stromarm, früher auch Gotteshülf genannt, floss damals bei mittlerem Wasserstand nur noch zwei Drittel der Abflussmenge des östlichen. Weiter folgte im östlichen Arm 1791 der Bau zweier Sperren, u. a. eine auf mittlerer Höhe der Insel. Nach diesen Absperrungen wuchs die Tiefe im mittleren Arm, wohingegen sie im rechten Arm abnahm.:165 ff. Als dann bis 1804 die Absperrungen teilweise zerstört waren, kam es im September 1817 zu einer neuen Sperrung an der Südspitze der Insel mit einer Öffnung von 100 m. Als diese aber zum Schutz des Ufers nicht ausreichte, kam es schließlich 1835/36 zu einem völligen Abschluss durch schwere Steindämme aus Basaltquadern. 1855/56 war auf mittlerer Höhe der Insel eine zweite Sperrung mit einer 3,3 m breiten Krone erbaut worden. Das Richtwerk am unteren Ende von Grafenwerth sowie die sechs am mittleren Stromarm liegenden Buhnenköpfe wurden 1865 gebaut.
In den 1850er-Jahren plante die Preußische Rheinstrombauverwaltung, den Altarm zu einem hochwassersicheren Schutzhafen umzubauen. Weil der dadurch steigende Wasserdruck die Insel Nonnenwerth weggespült hätte, wurden die Pläne aufgegeben und stattdessen wurde in Oberwinter ein Schutzhafen gebaut.

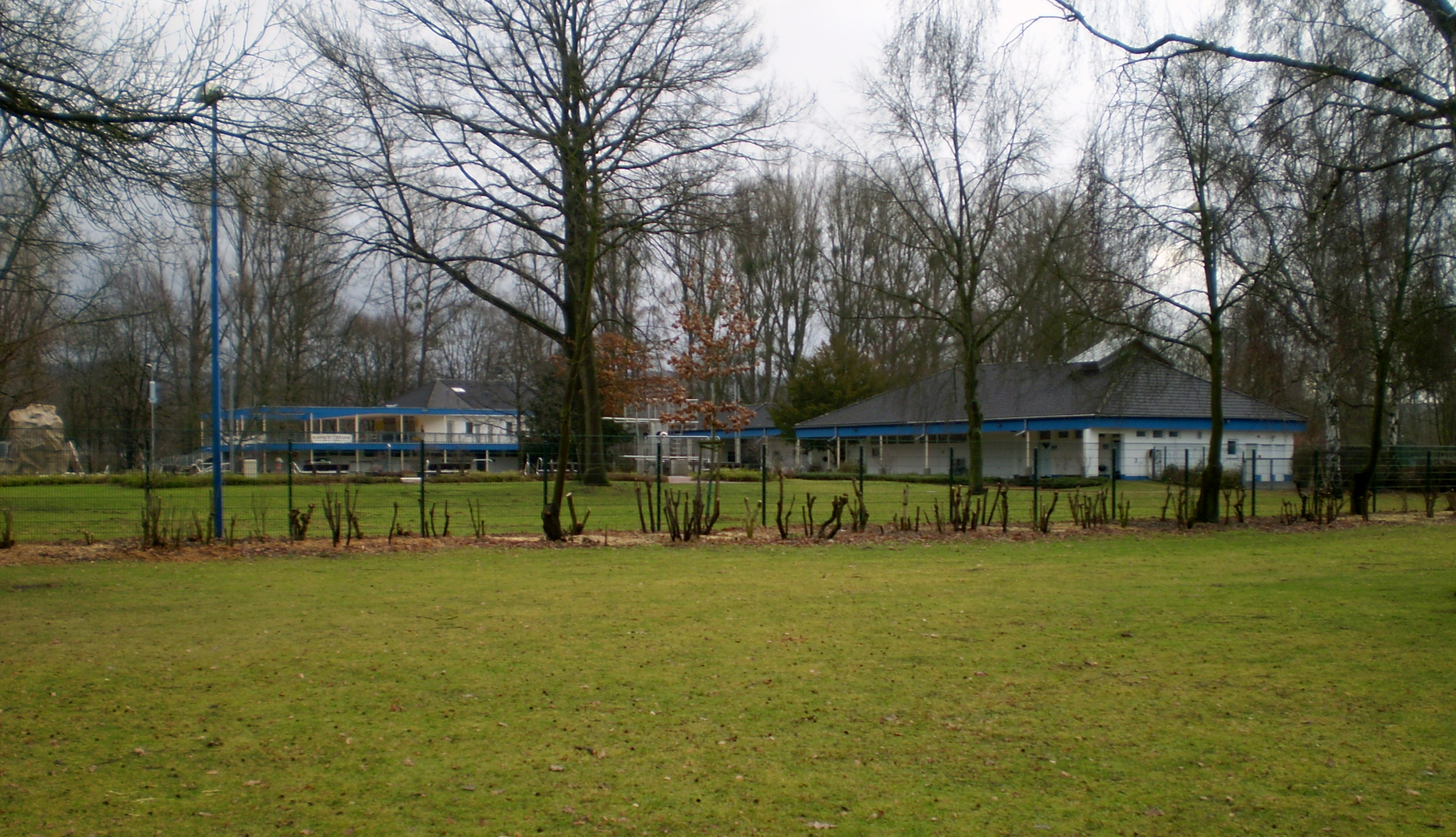
Freibad auf der Insel Grafenwerth

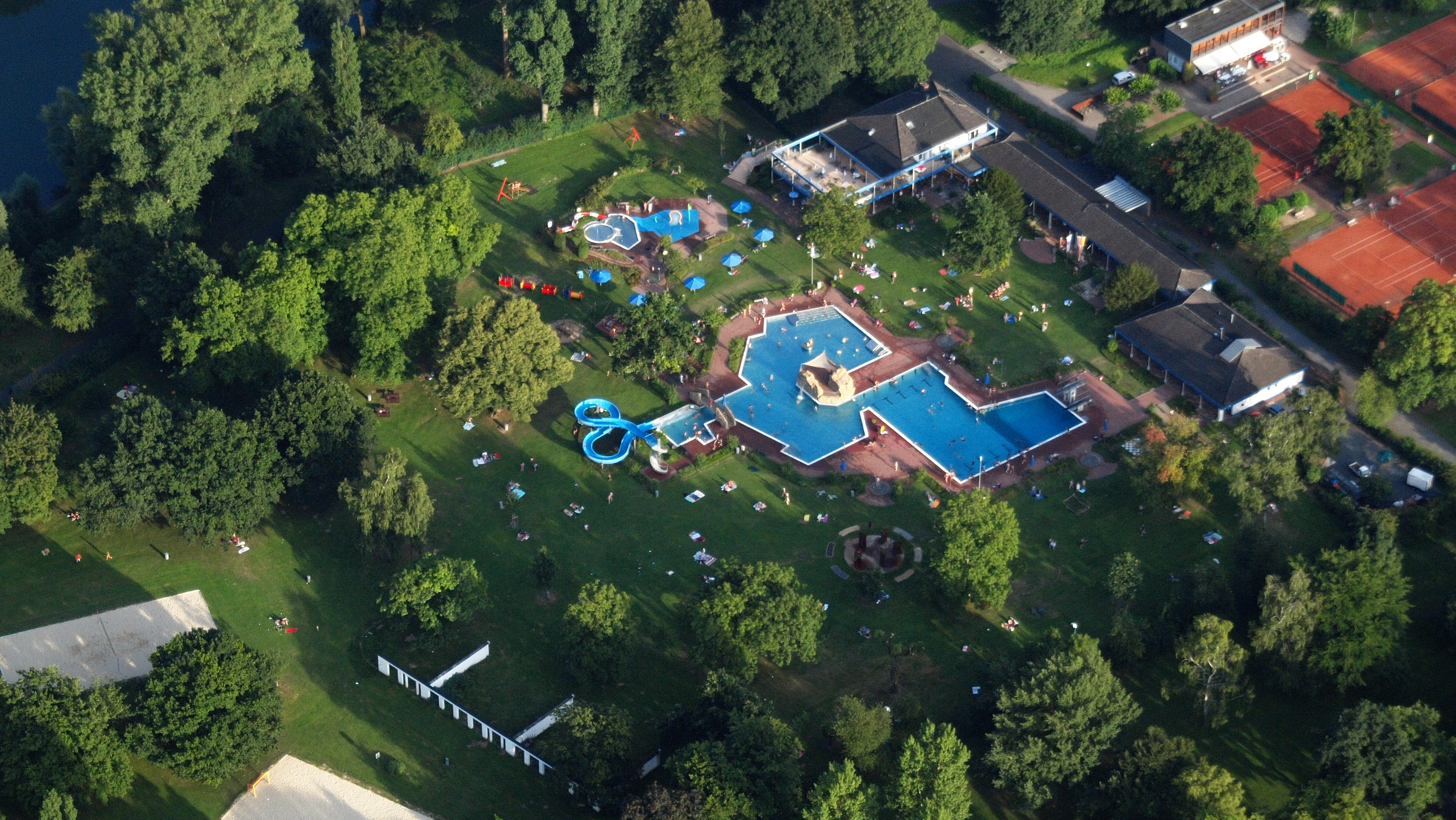
Grafenwerth, Freibad, Luftaufnahme (2015)

Bevor die Insel Anfang des 19. Jahrhunderts ihren heutigen Namen erhielt, hieß sie Insel Graff, Groff oder de Jroof. Dies wird als gallokeltische Bezeichnung für Sandbank interpretiert. Bis 1650 war auch die Bezeichnung Mittelwerth gebräuchlich, was auf die frühere Existenz einer dritten Rheininsel bei Bad Honnef auf der Höhe von oder auf dem heutigen Gebiet von Lohfeld, damit auch auf einen vierten Rheinarm in der sogenannten Nonnenwerther Stromspaltung, hindeutet. Die Insel war damals im Besitz des Landesherrn, dem Herzog von Berg, der sie verpachtete. Vormals wurde sie zum Weidenbau genutzt, spätestens Mitte des 17. Jahrhunderts war man zum Feld- und Wiesenbau übergegangen. Langjährige Pächter in herzoglicher Zeit waren die Familien von Schoenebeck und Frantz, die sie unterverpachteten. 1815 kam die Insel in den Besitz des Preußischen Staates und wurde für sechs Jahre an Johann Römlinghoven verpachtet. Von 1831 bis 1875 war die Familie Rechmann Pächter. Sie ging dazu über, eine Kaffeewirtschaft einzurichten, die durch den Abriss des alten Meiereigebäudes im Jahre 1872 und einen Neubau 1875/76 im Schweizerstil seitens des Staates gefördert wurde.
Die Insel wurde zum Ausflugsort. Eine Kahnpartie am Wochenende war damals ein beliebter Zeitvertreib der Honnefer. 1885 war Grafenwerth als Wohnplatz der Stadt Honnef mit einem Gebäude und sieben Einwohnern ausgewiesen. 1889 hatte sich Honnef, neben Königswinter und anderen Rheinorten, mit Grafenwerth als Standort, für das geplante Kaiser-Wilhelm-Denkmal am Rhein beworben, das letztlich am Deutschen Eck in Koblenz errichtet wurde. Ab Januar 1900 bestand eine Fährverbindung nach Honnef. 1902 hatte Grafenwerth „hohen“ Besuch: die Königin von Schweden. Pfingsten 1906 wurde ein neuerrichteter, lichtdurchfluteter Saalanbau der Kaffeewirtschaft mit 200 Sitzplätzen eröffnet. Die Einrichtung einer Anlegestelle der Köln-Düsseldorfer Dampfschifffahrtsgesellschaft stromseitig am unteren Ende von Grafenwerth einschließlich von der Stadt finanzierter Anlage der Uferbefestigung und der Zugangswege im Jahre 1908 (offizielle Eröffnung am 24. Mai) sowie die Eröffnung der ersten Festlandverbindung am 1. Oktober 1911, beides auf eine Planung des Aachener Hochschullehrers Karl Henrici zurückgehend, förderten weiter den Ausflugsverkehr.:196–198 Im Frühjahr 1911 wurde zudem eine Freilichtbühne errichtet. Am 12. April 1921 erwarb die Stadt Bad Honnef die Insel vom preußischen Staat für 300.000 Mark.:198–200 Im Frühjahr 1924 wurde im Nordteil der Insel ein Sportplatz angelegt, im Mai 1928 eine weitere Anlegestelle für Dampfschiffe eröffnet. Ab 1935 war auch die Südspitze der Insel über einen neuangelegten Promenadenweg erschlossen.
Von 1936 bis 1938 wurde nahe der Brücke eine Mineralquelle erbohrt und das damalige Mineralfreibad – eröffnet am 17. Juli 1938 – erbaut, wodurch die Stadt im selben Jahr anerkanntes Heilbad wurde. Der durch das neue Freibad unterbrochene Promenadenweg wurde 1942 wiederhergestellt. 1948 wurden Kurbetrieb und Quelle durch die Bad Honnef AG übernommen, die 1949/50 als Teil des Kurbetriebes nach Plänen des Architekten Fritz Wolfgarten das Rheincafé mit Schiffsagentur errichten ließ. 1954 verkaufte die Stadt die Anlegestelle an die Köln-Düsseldorfer Rheinschiffahrt. 1962 bis 1963 wurde das Freibad an seinen heutigen Standort verlegt. Das Quellhaus ist erhalten; das Mineralwasser wurde bis zur Schließung der Kurkliniken im Jahr 1985 wegen seiner therapeutischen Wirkungen zu Bade- und Trinkkuren angewendet. In den 1960er-Jahren wurde das alte Freibad und 1975 die einst umfangreichen Restaurantgebäude („Inselgaststätten“) abgerissen. Das südliche Brückenbauwerk (Berck-sur-Mer-Brücke) schaffte 1976 eine direkte Verbindung zum Inselschwimmbad. Seit diesem Jahr ist die Insel für jeglichen Kraftfahrzeugverkehr gesperrt. Von 1992 bis 2002 fanden auf der Insel Grafenwerth Dressurreitveranstaltungen statt. 2000 wurde das Schwimmbad, das je nach Wetter 50.000 bis 100.000 Besucher pro Jahr hat, komplett modernisiert und umgebaut.
Im November 2017 wurde ein Förderbescheid über knapp zwei Millionen Euro aus einem Städtebauprogramm des Landes Nordrhein-Westfalen zur Aufwertung des Landschaftsparks auf der Insel Grafenwerth bewilligt und diese in den Folgejahren bis 2020 (Nordspitze) durchgeführt.
Im Juni 2022 wurde der Umweltskulpturenpark der Kummer-Vanotti-Stiftung mit einer futuristischen Tontafel der niederländischen Künstlerin
Antye Guenther eröffnet. 2021 folgte das Werk „Low_Poly_Tree“ des Kölner Künstlers Achim Mohné. Mit drei Arbeiten aus ihrer Werkreihe „Shifting Geologies“ ist seit 2023 die brasilianische Künstlerin Silvia Narohna vertreten.

## Veranstaltungen
- Rhein in Flammen: am 1. Samstag im Mai. Großfeuerwerke und Schiffsrundfahrt von Linz am Rhein entlang Erpel, Unkel, Remagen, Rheinbreitbach, Bad Honnef (Grafenwerth), Bad Godesberg, Königswinter zur Bonner Rheinaue.